# Johann Heinrich Scheibler
Johann Heinrich Scheibler (ur. 11 listopada 1777 w Montjoie, zm. 20 listopada 1837 w Krefeld) – niemiecki pisarz muzyczny, akustyk.

## Życiorys
Z zawodu był wytwórcą tkanin. Uczył się u Johanna Nikolausa Wolffa. Skonstruował tonometr składający się z 52 kamertonów widełkowych, z których każdy nastrojony był z różnicą 4 dudnień w stosunku do sąsiedniego kamertonu usytuowanego wyżej lub niżej na skali częstotliwości. W 1834 roku na kongresie fizyków w Stuttgarcie zaproponował wzorzec stroju równomiernie temperowanego, oparty na a¹ = 440 Hz.

## Ważniejsze prace
(na podstawie materiałów źródłowych)
- Anleitung, die Orgel vermittelst der Stösse und des Metronoms korrekt gleichschwebend zu stimmen (Krefeld 1834)
- Der physikalische und musikalische Tonmesser (Essen 1834)
- Ueber mathematische Stimmung, Temperaturen und Orgelstimmung nach Vibrations-Differenzen oder Stössen (Krefeld 1835)